# ديموسيديس
ديموسيديس من كروتون، هو طبيب يوناني كان يعمل في بلاط الملك داريوس الأول.وُلد في كروتون الواقعة في جنوب إيطاليا. والده الطبيب كاليفون الذي كان طبيباً وكاهناً للإله أسقليبيوس، والذي كان إلهاً للطب والشفاء عند الإغريق.
أول منصب استلمه في مجال الطب كان في الخدمة المدنية في أثينا و أيجينا(أجانيطس). تالياً، دخل في خدمة بوليكراتس طاغية جزيرة ساموس. في العام 522 ق م، قبض أوريوتس حاكم ولاية ليديا التابعة للإمبراطورية الإخمينية (الفارسية) على بوليكراتيس مع المحيطين به ومن بينهم ديموسيديس وأرسل ديموسيديس إلى مدينة شوش عاصمة الإمبراطورية.

## خدماته لداريوس وزوجته أتوسا وفراره
عانى الملك داريوس من التواء في الكاحل وكان جميع الأطباء قد عجزوا عن مداواته، إلا أن ديموسيديس نجح في ذلك، ما رفع من شأنه في البلاط الملكي وجعله من المقربين إلى الملك. و مما زاد من تقدير الملك داريوس له، نجاحه في علاج زوجته أتوسا من تقرحات في الصدر كانت تعاني منها، عندها، كوفئ بالسماح له بالعودة لزيارة موطنه الذي كان يتوق إلى العودة إليه مجدداً.
نجح ديموسيديس في الإفلات من قبضة الفرس الذين أُرسلوا معه، وذلك بمساعدةٍ من ملك تارانتو، و عاد إلى مسقط رأسه كروتون.